# Volvo Bertone Tundra
La Volvo Bertone Tundra è una concept car, presentata al salone dell'automobile di Ginevra del 1979, disegnata per Volvo da Marcello Gandini della carrozzeria Bertone.
La vettura realizzata per vivacizzare e ammodernare lo stile delle vetture scandinave, venne rifiutata dalla casa automobilistica svedese, considerandola troppo all'avanguardia rispetto alla gamma contemporanea prodotta in quegli anni.

## Contesto e storia
Questo modello, costruito sulla meccanica della Volvo 343 avente un motore 1,4 da 70 CV dotata di trazione posteriore e con carrozzeria a 2 sole porte, non venne comunque accantonato, ma diventò la base per produrre, nel 1982, l'erede della Citroën GSA, la nuova BX.
L'origine di questo modello però ha radici ancora più profonde: non si può infatti nascondere la somiglianza della svedese Tundra e della francese BX con il prototipo (disegnato anch'esso da Bertone) della Otosan Anadol FW11 del 1977 (mai prodotta), ripresentata poi come nuova versione della Reliant Scimitar nel 1980 (anch'essa mai entrata in produzione).